# Platystethus americanus
Platystethus americanus är en skalbaggsart som beskrevs av Wilhelm Ferdinand Erichson 1840. Platystethus americanus ingår i släktet Platystethus och familjen kortvingar. Inga underarter finns listade i Catalogue of Life.